# Campionat de França de ciclisme de contrarellotge
El Campionat de França de ciclisme de contrarellotge s'organitza anualment des de l'any 1995 per determinar el campió ciclista de França en la modalitat.
El títol s'atorga al vencedor d'una única carrera, en la modalitat de contrarellotge individual. El vencedor obté el dret a portar un mallot amb els colors de la bandera francesa fins al campionat de l'any següent quan disputa proves de contrarellotge.

## Palmarès masculí

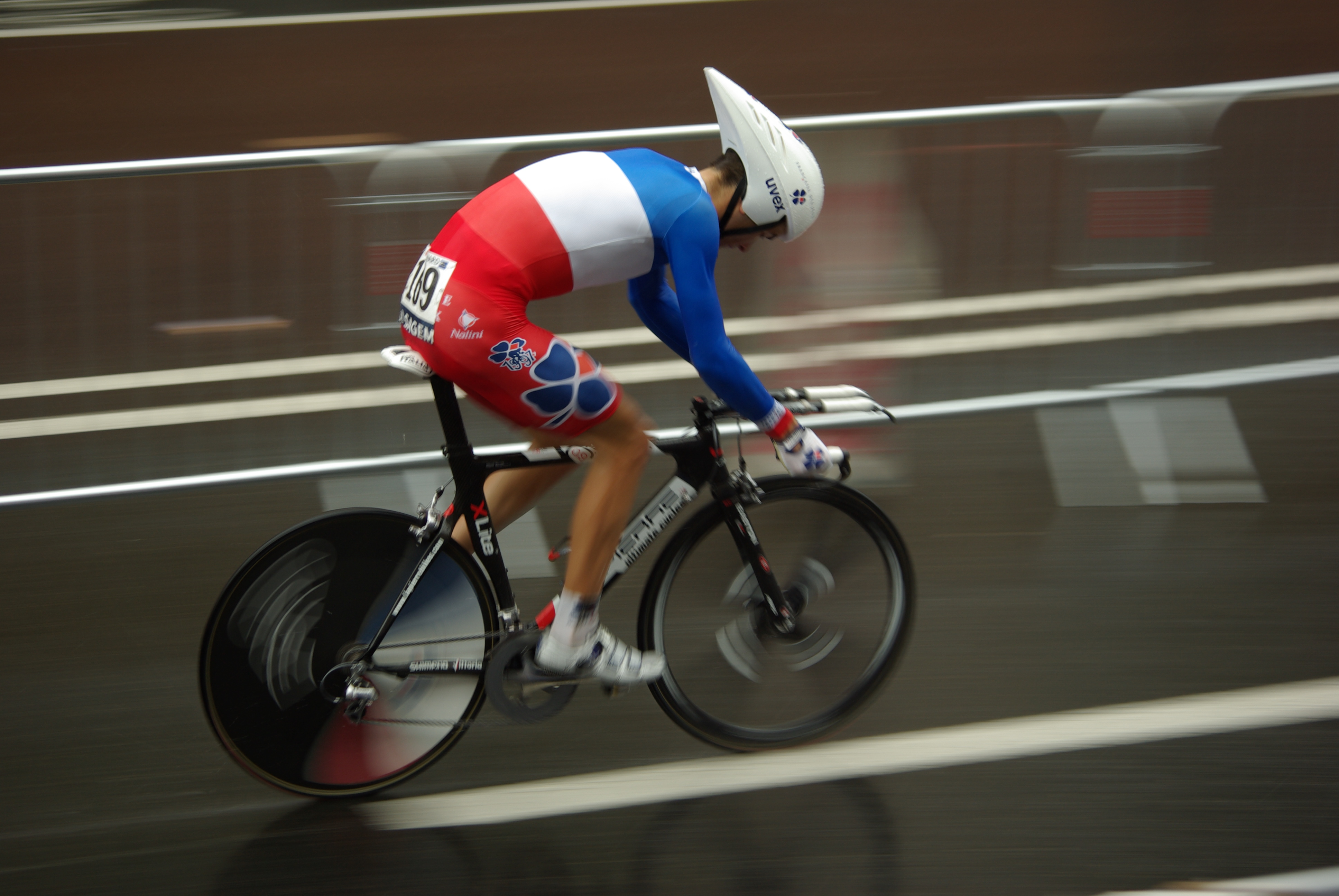
Benoît Vaugrenard amb el mallot del campió de França de CRI

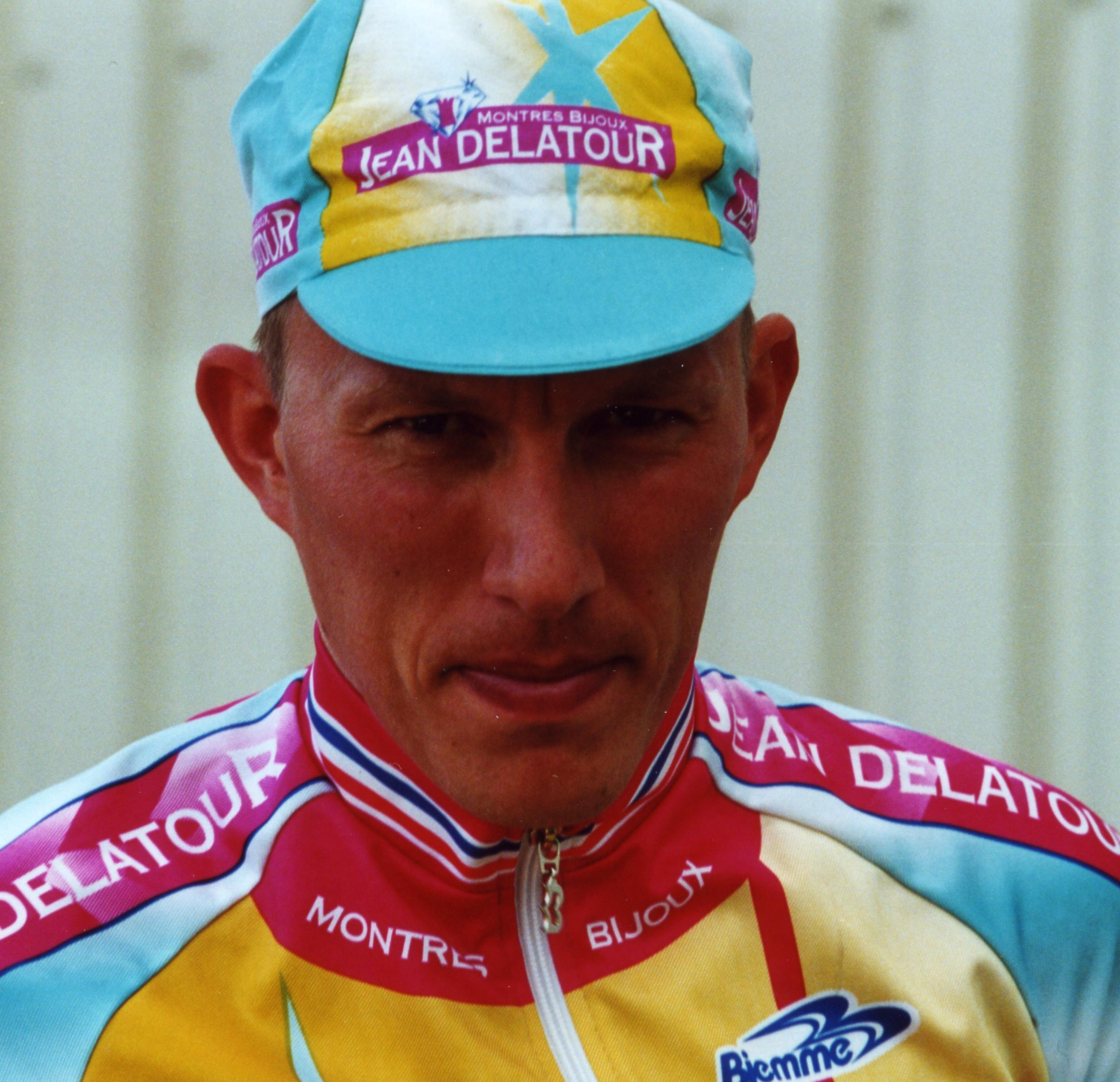
Eddy Seigneur, vencedor de 4 campionats de França de CRI

| Any  | Primer                 | Segon               | Tercer             |
| 1995 | Thierry Marie          | Pascal Lance        | Bruno Thibout      |
| 1996 | Eddy Seigneur          | Laurent Brochard    | Christophe Moreau  |
| 1997 | Francisque Teyssier    | Philippe Gaumont    | Christophe Moreau  |
| 1998 | Gilles Maignan         | Francisque Teyssier | Christophe Bassons |
| 1999 | Gilles Maignan         | Christophe Moreau   | Frédéric Finot     |
| 2000 | Francisque Teyssier    | Eddy Seigneur       | Christophe Moreau  |
| 2001 | Florent Brard          | Christophe Moreau   | Eddy Seigneur      |
| 2002 | Eddy Seigneur          | David Moncoutié     | Laurent Lefevre    |
| 2003 | Eddy Seigneur          | Stéphane Barthe     | Nicolas Portal     |
| 2004 | Eddy Seigneur          | Christophe Moreau   | Frédéric Finot     |
| 2005 | Sylvain Chavanel       | Didier Rous         | Frédéric Finot     |
| 2006 | Sylvain Chavanel       | Didier Rous         | Christophe Kern    |
| 2007 | Benoit Vaugrenard      | Dimitri Champion    | Nicolas Vogondy    |
| 2008 | Sylvain Chavanel       | Christophe Kern     | Noan Lelarge       |
| 2009 | Jean-Christophe Péraud | Sylvain Chavanel    | David Le Lay       |
| 2010 | Nicolas Vogondy        | Sylvain Chavanel    | Laszlo Bodrogi     |
| 2011 | Christophe Kern        | Christophe Riblon   | Geoffroy Lequatre  |
| 2012 | Sylvain Chavanel       | Jérémy Roy          | Yoann Paillot      |
| 2013 | Sylvain Chavanel       | Jérémy Roy          | Johan Le Bon       |
| 2014 | Sylvain Chavanel       | Anthony Roux        | Maxime Bouet       |
| 2015 | Jérome Coppel          | Stéphane Rossetto   | Sylvain Chavanel   |
| 2016 | Thibaut Pinot          | Anthony Roux        | Tony Gallopin      |
| 2017 | Pierre Latour          | Yoann Paillot       | Anthony Roux       |
| 2018 | Pierre Latour          | Tony Gallopin       | Benjamin Thomas    |
| 2019 | Benjamin Thomas        | Stéphane Rossetto   | Julien Antomarchi  |
| 2020 | Rémi Cavagna           | Benjamin Thomas     | Bruno Armirail     |
| 2021 | Benjamin Thomas        | Bruno Armirail      | Alexys Brunel      |
| 2022 | Bruno Armirail         | Rémi Cavagna        | Benjamin Thomas    |
| 2023 | Rémi Cavagna           | Bruno Armirail      | Pierre Latour      |
| 2024 | Bruno Armirail         | Kévin Vauquelin     | Thibault Guernalec |
| 2025 | Bruno Armirail         | Kévin Vauquelin     | Paul Seixas        |

### Palmarès sub-23
| Any  | Primer             | Segon               | Tercer             |
| 1995 | Christophe Bassons | Sébastien Nöel      | Anthony Langella   |
| 1996 | Cyril Dessel       | Anthony Langella    | Jérôme Bonnace     |
| 1997 | Florent Brard      | Stéphane Delimauges | Stéphane Bergès    |
| 1998 | Florent Brard      | Frédéric Finot      | Fabrice Salanson   |
| 1999 | Sandy Casar        | Nicolas Fritsch     | Sylvain Chavanel   |
| 2000 | Yann Tournier      | Christophe Edaleine | Eddy Lamoureux     |
| 2001 | Christophe Kern    | Yohann Charpenteau  | Benoît Vaugrenard  |
| 2002 | Damien Monier      | Christophe Kern     | Christophe Riblon  |
| 2003 | Julien Mazet       | Jonathan Ferrand    | Damien Monier      |
| 2004 | Florian Morizot    | Dimitri Champion    | Kilian Patour      |
| 2005 | Dimitri Champion   | Jérôme Coppel       | Florian Morizot    |
| 2006 | Jérôme Coppel      | Florian Morizot     | Sylvain Georges    |
| 2007 | Jérôme Coppel      | Tony Gallopin       | Anthony Roux       |
| 2008 | Tony Gallopin      | Nicolas Boisson     | Cyril Bessy        |
| 2009 | Romain Lemarchand  | Nicolas Bonnet      | Geoffrey Soupe     |
| 2010 | Nicolas Bonnet     | Johan Le Bon        | Matthieu Boulo     |
| 2011 | Johan Le Bon       | Yoann Paillot       | Rudy Molard        |
| 2012 | Johan Le Bon       | Alexis Guérin       | Kévin Labèque      |
| 2013 | Yoann Paillot      | Bruno Armirail      | Alexis Gougeard    |
| 2014 | Bruno Armirail     | Rémi Cavagna        | Nans Peters        |
| 2015 | Rémi Cavagna       | Marc Fournier       | Nans Peters        |
| 2016 | Rémi Cavagna       | Corentin Ermenault  | Thibault Guernalec |
| 2017 | Alexys Brunel      | Thibault Guernalec  | Corentin Ermenault |
| 2018 | Alexys Brunel      | Jérémy Defaye       | Thibault Guernalec |
| 2019 | Séverine Eraud     | Audrey Cordon-Ragot | Coralie Demay      |
| 2020 | Thomas Delphis     | Quentin Bezza       | Kévin Vauquelin    |
| 2021 | Kévin Vauquelin    | Enzo Paleni         | Thomas Delphis     |
| 2022 | Eddy Le Huitouze   | Romain Grégoire     | Pierre Thierry     |
| 2023 | Thibault Guernalec | Baptiste Gillet     | Pierre Thierry     |
| 2024 | Maxime Decomble    | Maximilian Cushway  | Erwan Besnier      |

## Palmarès femení
| Any  | Primera                | Segona                   | Tercera                   |
| 1995 | Jeannie Longo-Ciprelli | Catherine Marsal         | Cécile Odin               |
| 1996 | Marion Clignet         | Fanny Lecourtois         | Chrystelle Richard        |
| 1997 | Catherine Marsal       | Emmanuelle Farcy         | Laurence Leboucher        |
| 1998 | Albine Caillie         | Laurence Leboucher       | Pierrine Raimboeuf        |
| 1999 | Jeannie Longo-Ciprelli | Catherine Marsal         | Géraldine Jehl-Loewenguth |
| 2000 | Jeannie Longo-Ciprelli | Albine Caillie           | Marion Clignet            |
| 2001 | Jeannie Longo-Ciprelli | Albine Caillie           | Juliette Vandekerckhove   |
| 2002 | Jeannie Longo-Ciprelli | Laurence Leboucher       | Edwige Pitel              |
| 2003 | Jeannie Longo-Ciprelli | Edwige Pitel             | Sonia Huguet              |
| 2004 | Edwige Pitel           | Jeannie Longo-Ciprelli   | Sonia Huguet              |
| 2005 | Edwige Pitel           | Jeannie Longo-Ciprelli   | Marina Jaunatre           |
| 2006 | Jeannie Longo-Ciprelli | Edwige Pitel             | Maryline Salvetat         |
| 2007 | Maryline Salvetat      | Jeannie Longo-Ciprelli   | Edwige Pitel              |
| 2008 | Jeannie Longo-Ciprelli | Maryline Salvetat        | Edwige Pitel              |
| 2009 | Jeannie Longo-Ciprelli | Edwige Pitel             | Marina Jaunatre           |
| 2010 | Jeannie Longo-Ciprelli | Edwige Pitel             | Christel Ferrier-Bruneau  |
| 2011 | Jeannie Longo-Ciprelli | Christel Ferrier-Bruneau | Audrey Cordon             |
| 2012 | Pauline Ferrand-Prévot | Audrey Cordon            | Edwige Pitel              |
| 2013 | Pauline Ferrand-Prévot | Audrey Cordon            | Mélodie Lesueur           |
| 2014 | Pauline Ferrand-Prévot | Audrey Cordon            | Aude Biannic              |
| 2015 | Audrey Cordon          | Aude Biannic             | Pauline Ferrand-Prévot    |
| 2016 | Audrey Cordon          | Edwige Pitel             | Elise Delzenne            |
| 2017 | Audrey Cordon          | Séverine Eraud           | Aude Biannic              |
| 2018 | Audrey Cordon          | Juliette Labous          | Séverine Eraud            |
| 2019 | Séverine Eraud         | Audrey Cordon-Ragot      | Coralie Demay             |
| 2020 | Juliette Labous        | Audrey Cordon-Ragot      | Aude Biannic              |
| 2021 | Audrey Cordon-Ragot    | Juliette Labous          | Cédrine Kerbaol           |
| 2022 | Audrey Cordon-Ragot    | Juliette Labous          | Cédrine Kerbaol           |
| 2023 | Cédrine Kerbaol        | Audrey Cordon-Ragot      | Coralie Demay             |
| 2024 | Audrey Cordon-Ragot    | Cédrine Kerbaol          | Marion Borras             |
| 2025 | Cédrine Kerbaol        | Juliette Labous          | Marion Borras             |